# Balda, Mureș
Balda (în maghiară Báld, în germană Balden) este o localitate componentă a orașului Sărmașu din județul Mureș, Transilvania, România. Se află în partea de nord-vest a județului, România, pe valea râului Pârâul de Câmpie. Numele satului se pare că provine de la o familie de grofi maghiari, Beldi, ce și-au avut moșiile în zonă.

## Istoric

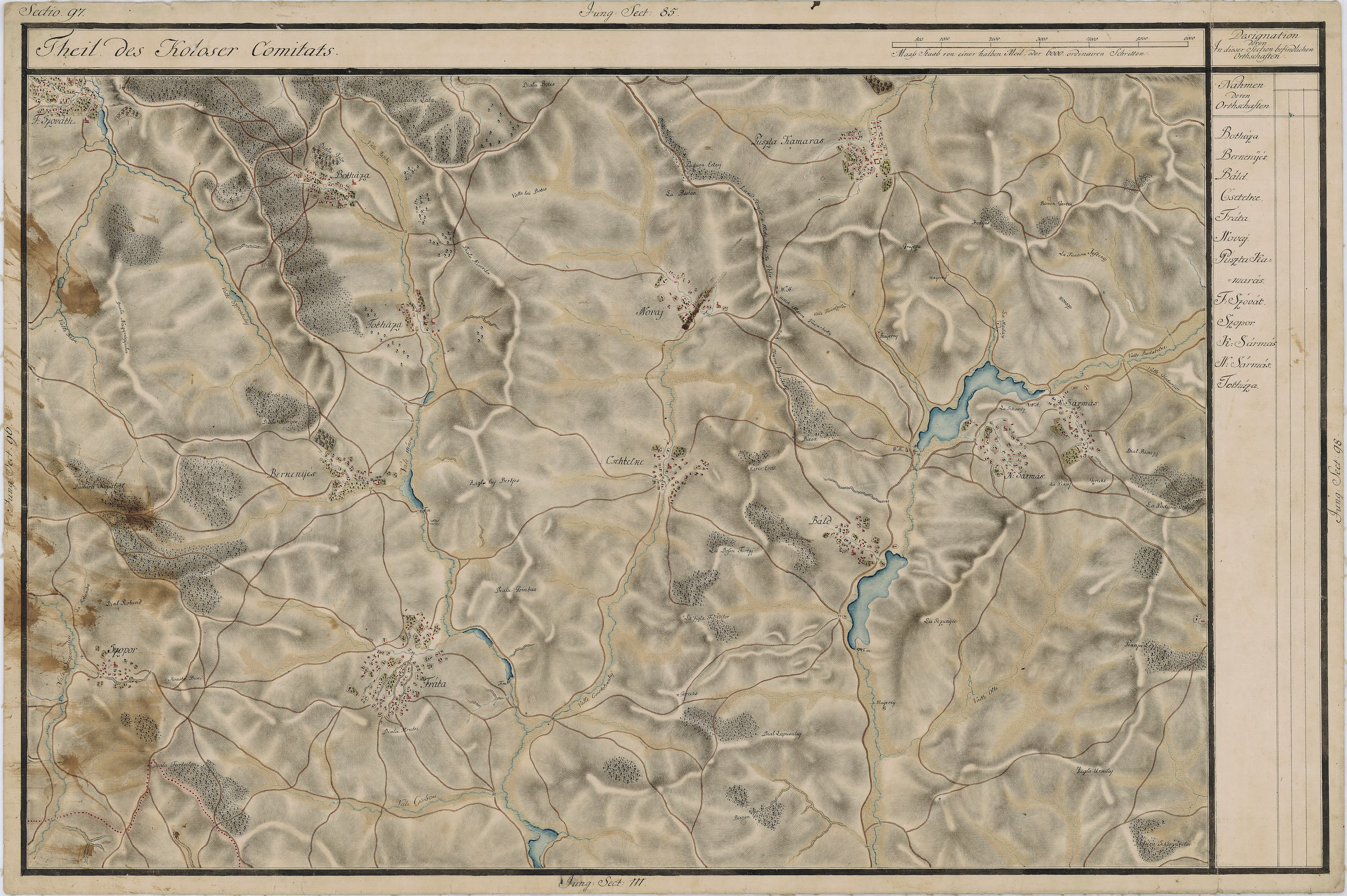
Balda în Harta Iosefină a Transilvaniei, 1769-1773

Pe Harta Iosefină a Transilvaniei din 1769-1773 (Sectio 142), localitatea a apărut sub numele de „Báld'”.

## Geografie
Balda este limita administrativă sudică a orașului Sărmașu la circa 4 kilometri sud, în direcția orașului Luduș. Este înconjurat de dealuri mari, cu câteva pâlcuri de pădure răzlețe, majoritatea terenului fiind utilizat pentru agricultură sau pășunat. Satul are forma literei "U" cu baza la șoseaua DJ151 Luduș - Sărmașu și cu brațele înspre vest. Partea sudică a satului este situată pe valea unui afluent al râului Pârâului de Câmpie, fiind mai bogată în surse de apă. Partea nordică, sărăcăcioasă în resurse de apă, beneficiază de un sistem de instalații de apă curentă introdus înainte de 1989. 
Se învecinează cu orașul Sărmașu în nord 4 kilometri, comuna Miheșu de Câmpie la 4 kilometri sud, satul Vișinelu la 5 kilometri vest și câteva cătune (Larga: 6 kilometri înspre est, Fânațe: 2 kilometri înspre sud-vest, Moruț 6/7 kilometri înspre nord-est). Alte destinații din zonă: Luduș - 36 kilometri, Bistrița - 80km, Târgu Mureș ~ 60 km Turda ~ 80km.

## Populație
Conform recensământului din anul 1966, în Balda erau 1526 de oameni, iar în 2002 localitatea avea o populație de 1258 de oameni.

## Economie
Principalele activități economice locale sunt legate de agricultură (cereale, sfeclă de zahăr, porumb, floarea soarelui) și creșterea animalelor. Restul activităților industriale sunt strâns legate de cele ale orașului. Satul dispune de gară feroviară, grădiniță, școală generală clasele 1-8, utilități comerciale, utilități agricole (ex. CAP, ex. SMA), majoritatea situate în partea nordică a acestuia. Majoritatea locuitorilor au acces la gaz metan, apă, telefon. Serviciile medicale sunt asigurate în cea mai mare parte de orasul Sărmașu. Târguri săptămânale în fiecare joi în Sărmașu și anual in ultimul weekend al lunii august, tot în Sărmașu. Transportul în zonă este asigurat prin microbuz între sat și oraș, cale ferată Luduș-Sărmașu-Bistrița, P.O. Balda , rutier prin curse regulate între Sărmașu, Ludus, Targu Mures și Bistrita.

## Turism
Se poate face un popas în centrul satului pentru a vizita o întreagă colecție de sculpturi, rezultatul mai multor tabere de sculptură din ani anteriori. În apropiere se poate face o vizită la rezervația naturală de bujori de stepă și castelul Ugron, ambele situate în Zau de Câmpie, lacurile piscicole de la Zau de Câmpie sau Miheșu de Câmpie, și mai puțin cunoscut, fenomenul de "foc viu" lângă Sărmășel datorat gazelor naturale ce ies din pământ și se autoaprind. Aproape de centrul satului, mai exact in zona gării, se poate vedea monumentul lui Alexandru Bătrâneanu (originar din satul Balda), participant activ la revolutia de la 1848.

## Imagini

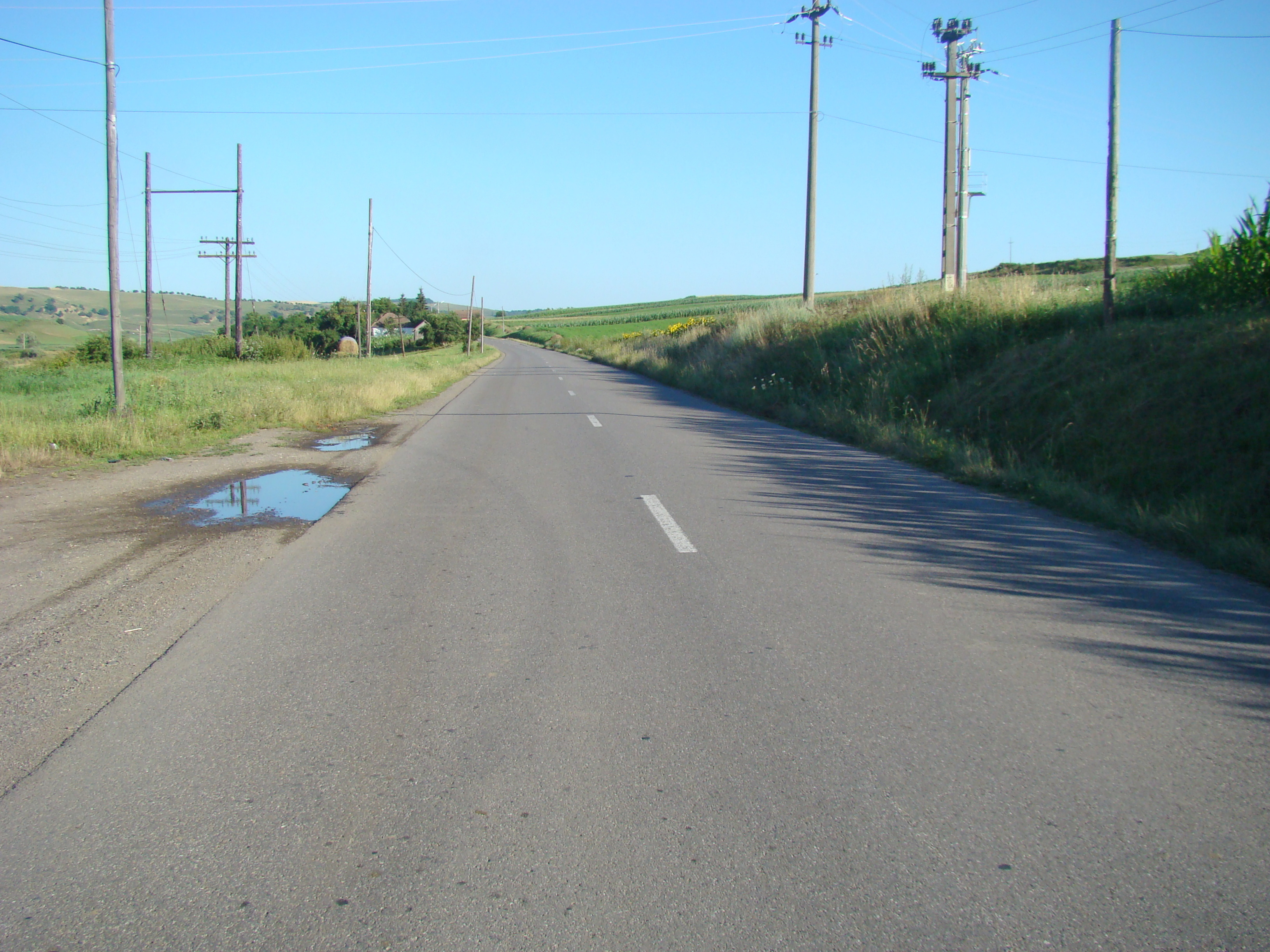
Drumul Miheșu de Câmpie–Balda
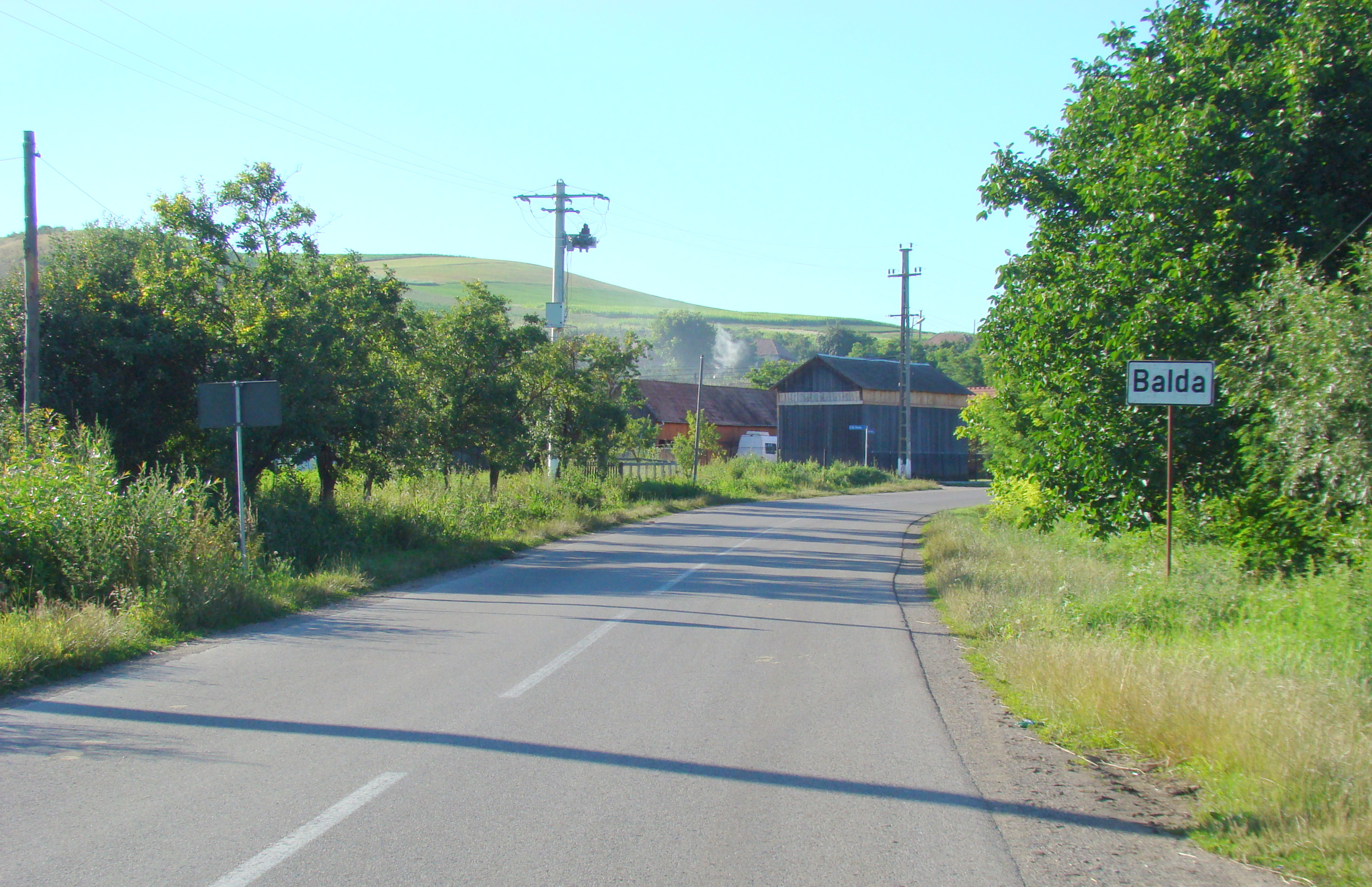
Intrarea în localitate
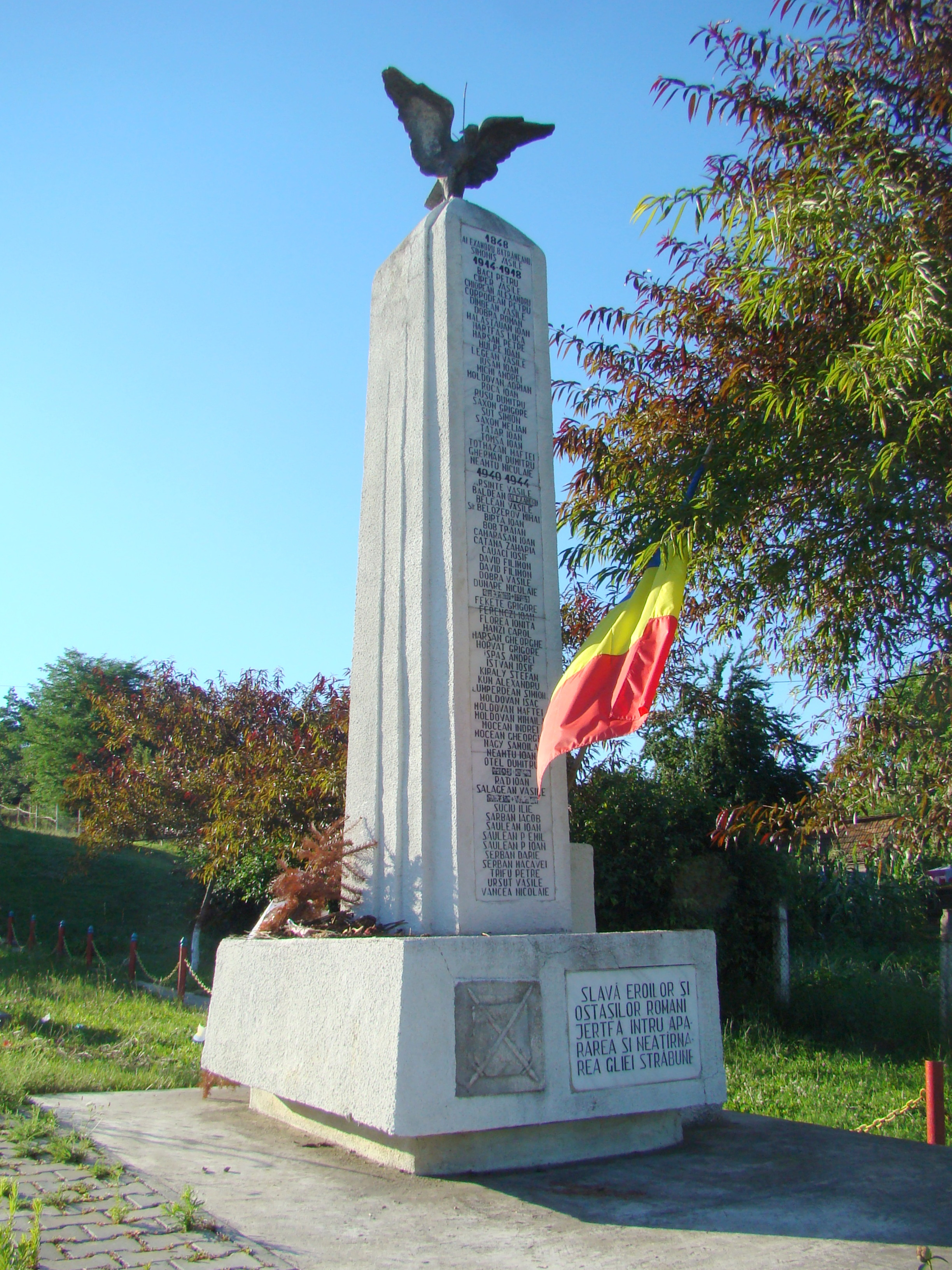
Monumentul eroilor
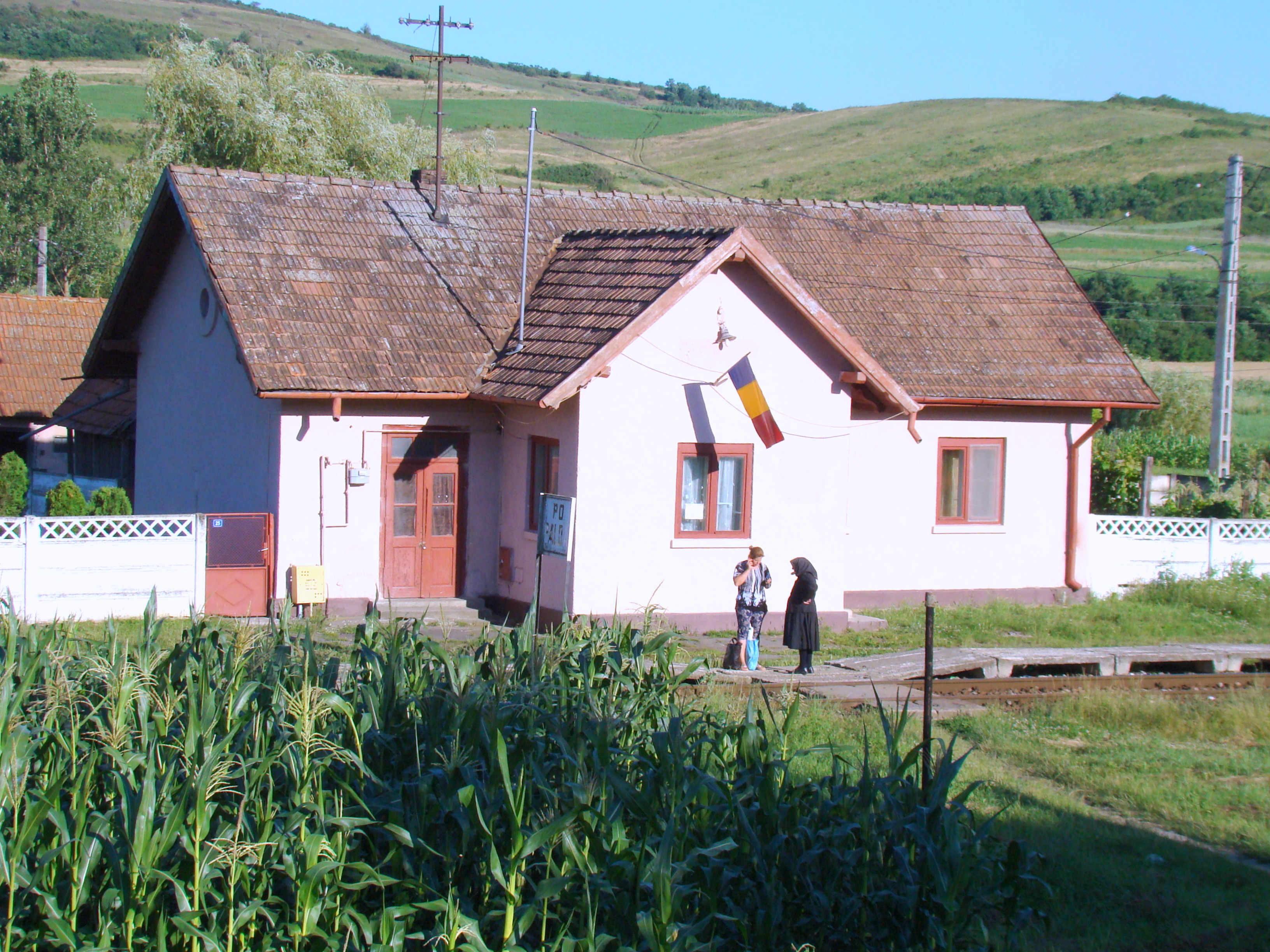
Halta C.F.R.
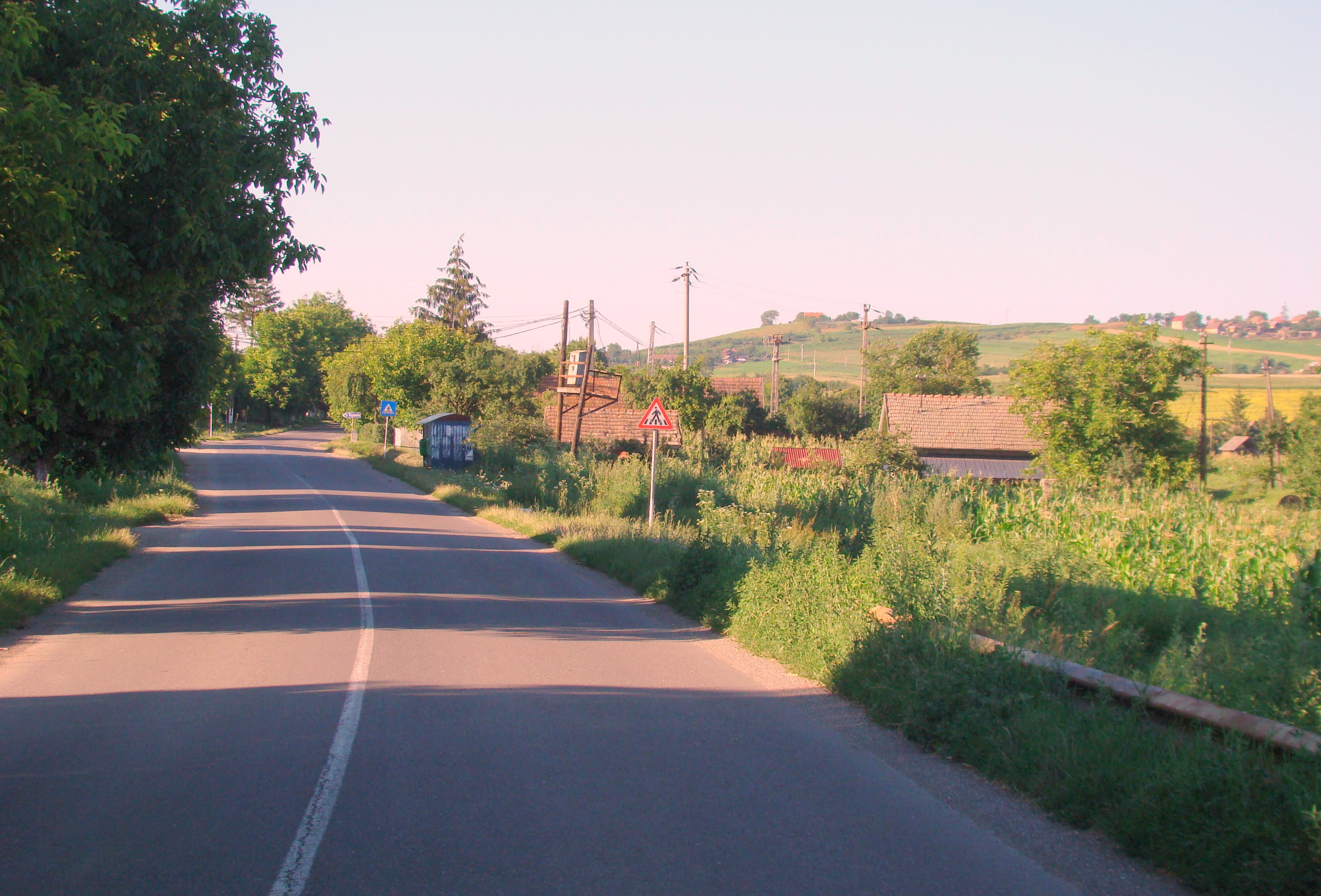